# 普拉赫強卡
50°30′51″N 29°54′7″E / 50.51417°N 29.90194°E

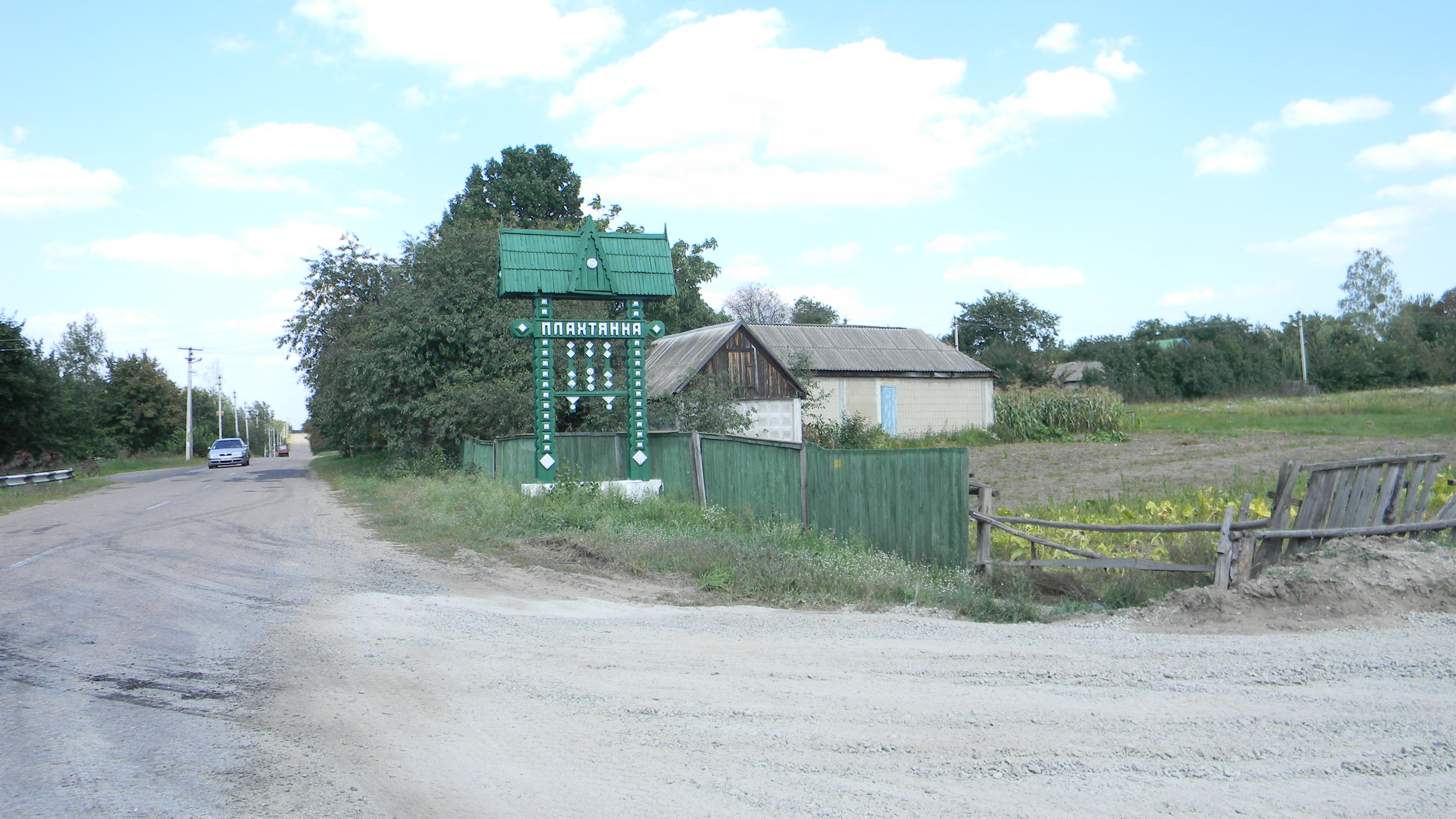

普拉赫強卡（烏克蘭語：Плахтянка）是位於烏克蘭北部的村莊，由基辅州布恰区的馬卡里夫市鎮負責管轄。該村始建於1760年，面積0.26平方公里，海拔高度160米，2001年人口745。